# Heinrich Christian Funck
Heinrich Christian Funck (22. november 1771 – 14. april 1839) var en tysk botaniker fra det nordlige Bayern.
I forbindelse med et botanisk navn benyttes Funck som standardforkortelse (autornavn). Det er f.eks. en del af autornavnet for mosset Plagiomnium affine (Fælled-Krybstjerne).